# GIRLS' GENERATION II 〜Girls & Peace〜
《GIRLS' GENERATION II 〜Girls & Peace〜》는 대한민국의 음악 그룹 소녀시대의 두 번째 일본 정규 앨범이다. 2012년 11월 28일 나유타웨이브 레코드를 통하여 발매되었다. 대한민국에서의 세 번째 정규 음반 《The Boys》 (2011년) 이후 멤버들의 솔로 활동을 위해 반휴지기에 들어간 이후 처음 발매된 모든 멤버가 참여한 음반이다. 이 휴지기에는 그룹의 파생유닛인 태티서가 결성되기도 하였다.

## 상업적 성과
음반은 발매 첫 날 약 4만 6천 장이 판매되며 오리콘 음반 차트에서 일본의 베테랑 밴드 Mr.Children에 이어 2위를 차지하였다. 오리콘 주간 차트에서는 약 11만 6천 장이 판매되며 Mr.Children, 마츠토야 유미에 이어 3위를 차지하였다.

## 싱글
〈Paparazzi〉는 음반의 리드 싱글로 2012년 6월 26일에 발매되었다.
두 번째 싱글 〈Oh! / All My Love Is For You〉는 2012년 9월 26일에 발매되었다. 〈Oh!〉의 일본어 리메이크 버전과 〈All My Love Is for You〉 더블 타이틀곡 싱글로 두 곡 모두 음반에 수록되었다.

## 수록곡
1. Flower Power
2. Animal
3. I'm a Diamond
4. Reflection
5. Stay Girls
6. T.O.P
7. Boomerang
8. Oh!
9. All My Love Is for You
10. Paparazzi
11. Girls & Peace
12. Not Alone

## 차트
| 차트 (2012-13)          | 최고 순위 |
| ----------------------- | --------- |
| 일본 앨범 (오리콘)      | 3         |
| 오리콘 탑 앨범 (빌보드) | 3         |
| 타이완 앨범 (G-뮤직)    | 11        |

| 차트 (2012)        | 순위 |
| ------------------ | ---- |
| 일본 앨범 (오리콘) | 41   |

| 차트 (2013)           | 순위 |
| --------------------- | ---- |
| 일본 탑 앨범 (빌보드) | 24   |

## 인증
| 국가                       | 인증     | 판매량/출하량 |
| -------------------------- | -------- | ------------- |
| 일본 (RIAJ)                | 플래티넘 | 250,000^      |
| ^출하량을 기반으로 한 인증 |          |               |